# Bart Vergoossen

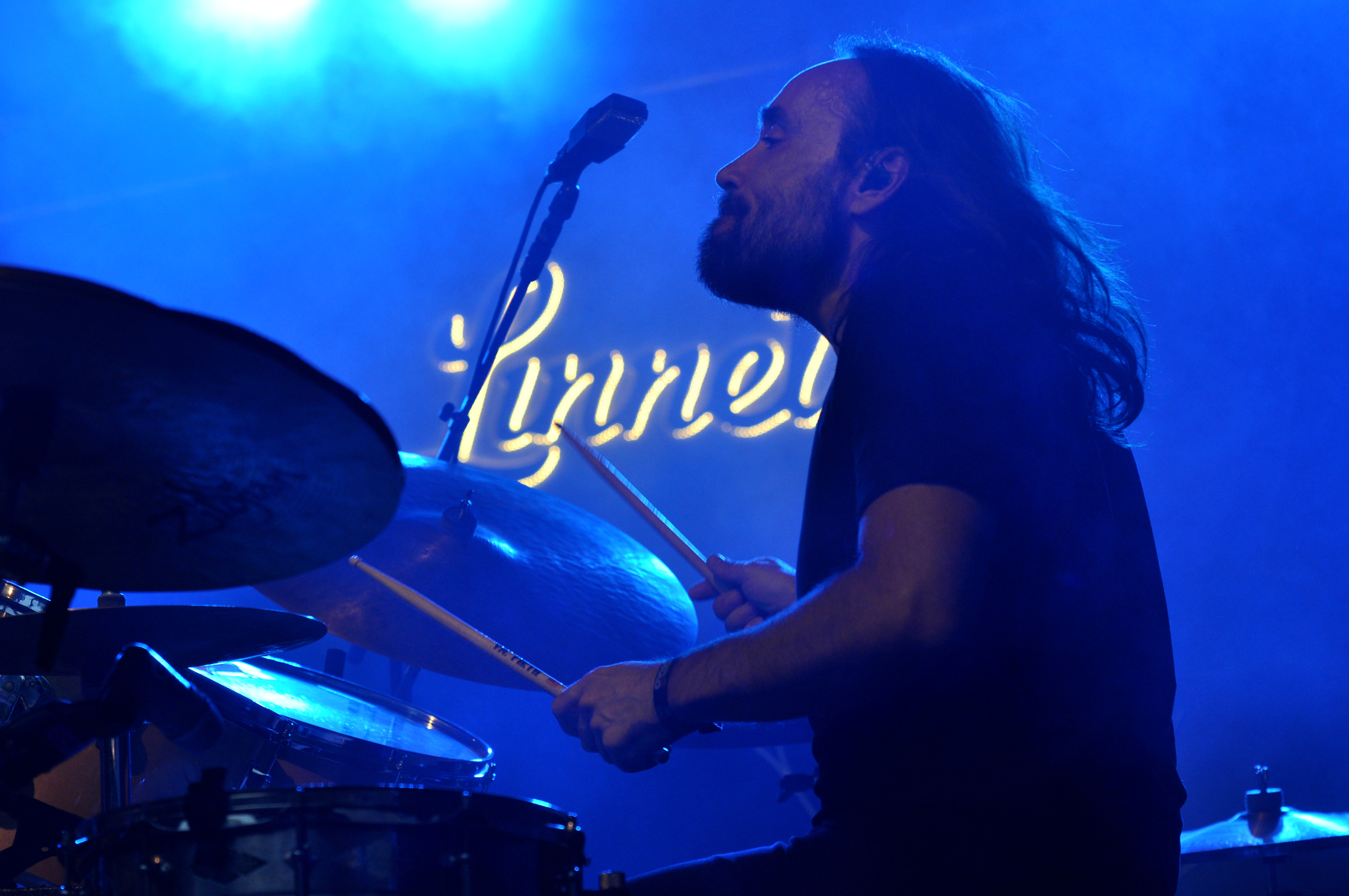
Bart Vergoossen in 2017

Bart Vergoossen (Echt, 16 april 1971) is een Nederlands muzikant en drummer.
Vergoossen maakt deel uit van The Common Linnets. Hij is drummer van de band en partner van Ilse DeLange. Ook drumt hij bij de live band van Ilse DeLange.